# Courances
Courances är en kommun i departementet Essonne i regionen Île-de-France i norra Frankrike. Kommunen ligger i kantonen Milly-la-Forêt som tillhör arrondissementet Évry. År 2022 hade Courances 336 invånare.

## Befolkningsutveckling
Antalet invånare i kommunen Courances
| Referens: INSEE |